# Sar Kheng
Sar Kheng (in khmer: ស ខេង; Provincia di Prey Veng, 15 gennaio 1951) è un politico cambogiano, dal 1992 ministro dell'interno e vice primo ministro del Regno di Cambogia.

## Biografia
Sar, uno dei massimi esponenti e membro di lunga data del Partito Popolare Cambogiano (CPP), secondo gli osservatori internazionali domina la scena politica del Paese dal 1979, utilizzando spesso mezzi illeciti, come la corruzione, il broglio elettorale e il controllo dei mezzi di comunicazione. È inoltre uno degli organizzatori del colpo di stato del 1997, attuato dal CPP e, in primis, da Hun Sen con lo scopo di spodestare l'allora primo ministro Norodom Ranariddh.
In passato fu membro dei Khmer rossi e, assieme a Hun Sen, Tea Banh, Heng Samrin e Chea Sim, rivestì un ruolo di primo piano durante la Guerra civile cambogiana e il periodo della Kampuchea Democratica. Negli anni ottanta, lui e il governo della Repubblica Popolare di Kampuchea furono accusati dall'Human Rights Watch della detenzione senza processo e della tortura degli attivisti politici del Paese.
Nel 1992, durante la missione UNTAC delle Nazioni Unite, fu nominato ministro dell'interno del nuovo Regno di Cambogia, carica che ricopre ancora oggi assieme a quella di vice primo ministro. Il 14 giugno 2015, gli fu assegnato dal sovrano Norodom Sihamoni il titolo onorifico di "Samdech".

## Vita privata
Sar è il cognato di Chea Sim, ex comandante dei Khmer Rossi, deceduto l'8 giugno 2015. È sposato con Nhem Sakhan, dalla quale ha avuto tre figli.